# 리하르트 테사르지크
리하르트 테사르지크(체코어: Richard Tesařík, 1915년 12월 3일 - 1967년 3월 27일)는 체코슬로바키아 장교이자 제2차 세계 대전 영웅이며 소비에트 연방영웅이다. 소콜로보 전투에서 보병 소대 사령관이 되었고, 이후 키예프 전투, 두클라 고개 전투와 모라바-오스트라바 공세 작전에 전차 대대 사령관으로 참전하였다.